# سنت‌سنبتی‌سی
سِنِت‌سِنِبتی‌سی (انگلیسی: Senetsenebtysy) شاهدختی در مصر باستان و متعلق به دودمان دوازدهم مصر بود که حدود سال ۱۸۰۰ پیش از میلاد می‌زیست. او به‌احتمال زیاد دختر فرعون سنوسرت سوم بوده است.

## آرامگاه در کنار هرم سنوسرت سوم
سِنِت‌سِنِبتی‌سی تنها از طریق آرامگاهش در مجاورت هرم سنوسرت سوم در دهشور شناخته می‌شود. در سمت شمالی هرم، چهار هرم کوچک‌تر برای همسران پادشاه ساخته شده بود، و چندین آرامگاه دیگر نیز برای دختران پادشاه در همان ناحیه وجود داشت. راهرویی که این تدفین‌ها را در بر می‌گرفت، در سال ۱۸۹۴ توسط ژاک دو مورگان حفاری شد. در امتداد این راهرو، حجره‌های کوچکی وجود داشت که تابوت‌ها و صندوق‌های کانوپی شاهدخت‌ها را در خود جای داده بودند. تنها دو تابوت دارای کتیبه بودند که یکی متعلق به «شاهدخت مِنِت» و دیگری به «شاهدخت سِنِت‌سِنِبتی‌سی» بود. با توجه به موقعیت تدفین او، به‌نظر می‌رسد که سِنِت‌سِنِب‌تِسی دختر فرعون سنوسرت سوم بوده است.